# شاوینیگان
 شاوینیگان (به فرانسوی: Shawinigan) شهرکی در ناحیه موریسی در استان کبک کانادا است. در سرشماری سال ۲۰۱۱ این شهرک ۵۱٬۵۹۳ نفر جمعیت داشته‌است و مساحت آن ۷۸۱٫۸۱ کیلومتر مربع است.